# Gentios
Gentios lub Gencjusz (gr.: Γένθιος, Génthios); (II w. p.n.e.) – koregent iliryjskiego królestwa Ardiajów w latach 206-181 p.n.e., król Ilirii (rex Illyricorum) w latach 181–168 p.n.e. Syn króla Ardiajów Pleuratosa III i jego pierwszej żony Eurydyki z Macedonii.
W r. 172 p.n.e., w trakcie przygotowań do III wojny między Rzymem a Macedonią, posłowie Issy poinformowali senat rzymski, że Gentios sprzymierzył się z Perseuszem, królem Macedonii i planuje wojnę przeciwko Rzymianom. Gentios odczuwając groźbę potęgi wroga, nie mógł wesprzeć militarnie sojusznika z powodu stacjonowania wielkiej floty i armii konsularnej na terenie rzymskiego protektoratu w Ilirii.
W r. 170 p.n.e. armia rzymska próbowała przedrzeć się do Macedonii z Tessalii. Część przeszła na teren protektoratu Ilirii celem wzmocnienia stacjonujących tam wojsk, ponieważ Molossowie stanęli po stronie Perseusza. Wysłano także żołnierzy do Issy, gdzie dowódca rzymski obserwował ruchy Gentiosa. Dowódca wojsk na terenie protektoratu z 12 tysięczną armią próbował zaatakować iliryjską Uskanę (ob. Kicevo). W tej operacji, która miała na celu przerwanie komunikacji między Gentiosem a królem Macedonii, utracił 9 tys. żołnierzy. 
Podczas zimowania armii rzymskiej w Beocji, Perseusz zaatakował skutecznie wiele twierdz, w tym Uskanę, bowiem przeszła na stronę rzymską. W tym czasie prowadził nieudane pertraktacje z Gentiosem, który domagał się pieniędzy, jako warunku przymierza. W r. 169 p.n.e. będąc w trudnej sytuacji, zobowiązał się wypłacić od razu dziesięć talentów oraz obiecał dalsze dwieście dziewięćdziesiąt. Doszło wówczas do przymierza między Gentiosem a Perseuszem, potwierdzone wymianą przysiąg i zakładników. Ci zabiegali bezskutecznie o sojusz z Rodos przeciw Rzymowi. Gentios od razu uwięził dwóch rzymskich posłów, przystępując w ten sposób do wojny. Po czym zgromadził swe siły zbrojne w sile 15 tys. żołnierzy w Lissos, blisko ujścia rzeki Drylon. Perseusz, widząc, że ten zerwał mosty między nim a Rzymem, postanowił nie dawać mu dalszych dwustu pięćdziesięciu talentów.
W r. 168 p.n.e. senat rzymski postanowił wzmocnić swą armię oraz przeprowadzić trzy operacje. Pierwszy atak został skierowany na Gentiosa. W ten sposób doszło do wybuchu trzeciej wojny iliryjskiej. Armia morska i lądowa w sile 30 tys. żołnierzy, prawie dwukrotnie większa niż Gentiosa, zmusiła go w ciągu trzydziestu dni do kapitulacji w Skodrze. Gentios wraz z matką, żoną Etlewą, dziećmi i bratem przyrodnim Karwantiosem i innymi arystokratami iliryjskimi zostali wysłani do Rzymu. Brali oni tam udział w Tryumfie Lucjusza Anicjusza, po czym rodzinę królewską internowano do Iguwium w centralnej Umbrii. Nie jest znana data śmierci Gentiosa. Rzymianie zajęli jego tereny od wybrzeża iliryjskiego aż na północ od Rhizon oraz wyspy na Adriatyku aż do Issy. 
Zimą 168/167 p.n.e. dowódca rzymski przedstawił zarządzenia Rzymu w Skodrze. Podbite terytorium miało być podzielone na trzy oddzielne państwa zwane meris. Lokalizacja pierwszego kraju nie jest dokładnie znana (prawdopodobnie na południu wokół Lissos). Drugim państwem było Labeatis wokół jeziora, a trzecim teren nadbrzeżny wokół Rhizon, Akruwium i Olcinium. Państwa miały być od siebie odizolowane, bowiem otrzymały zakaz zawierania mieszanych małżeństw, posiadania dóbr w drugim państwie oraz zakaz wzajemnego handlu. Każde państwo było inaczej powiązane z Rzymem. Tereny te, silnie zubożone w wyniku zniszczeń wojennych, otrzymały obniżenie podatku na połowę podatku płaconego Gentiosowi. Ilirów ogłoszono „wolnymi”, bowiem stali się republiką.
Gentios posiadał dwie żony. Pierwszą z nich była Etuta, córka Monuniosa II, króla iliryjskich Dardanów. Ta miała poślubić jego brata rodzonego, Platora. Jednak do ślubu nie doszło, ponieważ Gentios, obawiając się jego wzmocnienia politycznego, dokonał bratobójstwa. Drugą zaś żoną była Etlewa, z którą miał dwóch synów: Skerylaidasa i Pleuratosa.
Jego imię upamiętnione zostało w nazwie rodzajowej goryczki (Gentiana), ponieważ przypisywano mu odkrycie właściwości leczniczych tych roślin.